# Astragalus pelliger
Astragalus pelliger är en ärtväxtart som beskrevs av Edward Fenzl. Astragalus pelliger ingår i släktet vedlar, och familjen ärtväxter. Inga underarter finns listade i Catalogue of Life.